# You, Be Cool!
You, Be Cool!（ユー・ビー・クール!）は、キングレコード系統のレーベルである。各種メディア等では「You, Be Cool!/KING RECORDS」もしくは単に「キングレコード」等と表記される場合もある。

## 概要
これまでデフスターレコーズに所属していたAKB48がキングレコード移籍第1弾シングル「大声ダイヤモンド」のリリース時に発表されたレーベルである。キングレコードのメインレーベルの1つであるが、2023年8月現在はAKB48以外には姉妹グループのSTU48、AKB48の卒業生である前田敦子や河西智美、『AKB48グループじゃんけん大会』で優勝しソロデビューしたメンバー、じゃんけん大会の結果によってデビューしたユニットしか所属していなかったため、AKB48グループのパーソナルレーベル色が強かった。
移籍以降の販売方法として「通常盤」「初回限定盤」と「劇場盤」の3つに分かれているが、「劇場盤」はキャラアニ・チャンスのみの取扱いとなっている。このため、劇場盤シングルはレンタルショップでは取り扱っていない。
AKB48が2023年に、ユニバーサルミュージックに移籍したため、現在はSTU48の事実上のプライベートレーベルとなっている。

## 所属アーティスト
- STU48

## 過去の所属アーティスト
- 板野友美 - AKB48卒業後は、しばらくこのレーベルに所属していたものの、現在はメインレーベルに移動。
- NO NAME - 2ndシングルより所属（1stシングルはスターチャイルドより発売）していたが、作品である『AKB0048』の終了やAKB48グループからのメンバーの卒業で実質上解散状態。
- 渡辺美優紀（元NMB48） - ワーナーミュージック・ジャパン内レーベル・etichettaへ移籍。
- 河西智美 - AKB48卒業後、日本クラウンに移籍。
- 藤田奈那 - 近年CDリリースなし
- 前田敦子 - 近年CDリリースなし
- じゃんけん民
- fairy w!nk
- Fortune cherry
- AKB48 - 2023年に、ユニバーサルミュージック内レーベル・EMI Recordsに移籍[1]。